# علامة شادويك
علامة شادويك هي ازرقاق عنق الرحم، والمهبل، والشفران بسبب زيادة تدفق الدم. ويمكن ملاحظتها مبكرا منذ الأسبوع الـ6 للـ8 من التخصيب، ووجودها هو علامة مبكرة للحمل.
تم اكتشاف تغير اللون حوالي عام 1836 بواسطة الطبيب الفرنسي إتيان جوزيف جاكمان (1796-1872)، وسميت على اسم جيمس ريد شادويك، الذي لفت الانتباه إليها في بحث عام 1886 تم نشره بعدها بعام ونسب فيه الفضل لجاكمان.